# Pedro Núñez de Guzmán
Pedro Núñez de Guzmán (Valladolid, 1615-?, 1678) fue un noble y hombre de estado español, marqués de Montealegre y de Quintana, conde de Villaumbrosa y conde de Castronuevo, comendador de Huerta de Valdecarábanos en la orden de Calatrava. Sirvió como oidor de la Chancillería de Valladolid, asistente de Sevilla, consejero de estado, presidente del Consejo de Hacienda y presidente del Consejo Real de Castilla.